# پاین گروو، شهرستان فایت، ویرجینیای غربی
پاین گروو (به انگلیسی: Pine Grove) یک منطقهٔ مسکونی در ایالات متحده آمریکا است که در شهرستان فایت، ویرجینیای غربی واقع شده‌است.